# بخش براون (شهرستان فرانکلین، اوهایو)
بخش براون (به انگلیسی: Brown Township) یک منطقهٔ مسکونی در ایالات متحده آمریکا است که در شهرستان فرانکلین، اوهایو واقع شده‌است.
 بخش براون  ۲٬۲۹۳ نفر جمعیت دارد و ۲۸۷ متر بالاتر از سطح دریا واقع شده‌است.